# Taunat
Este artículo refiere a la ciudad de Taunat. Para la provincia, véase provincia de Taunat.

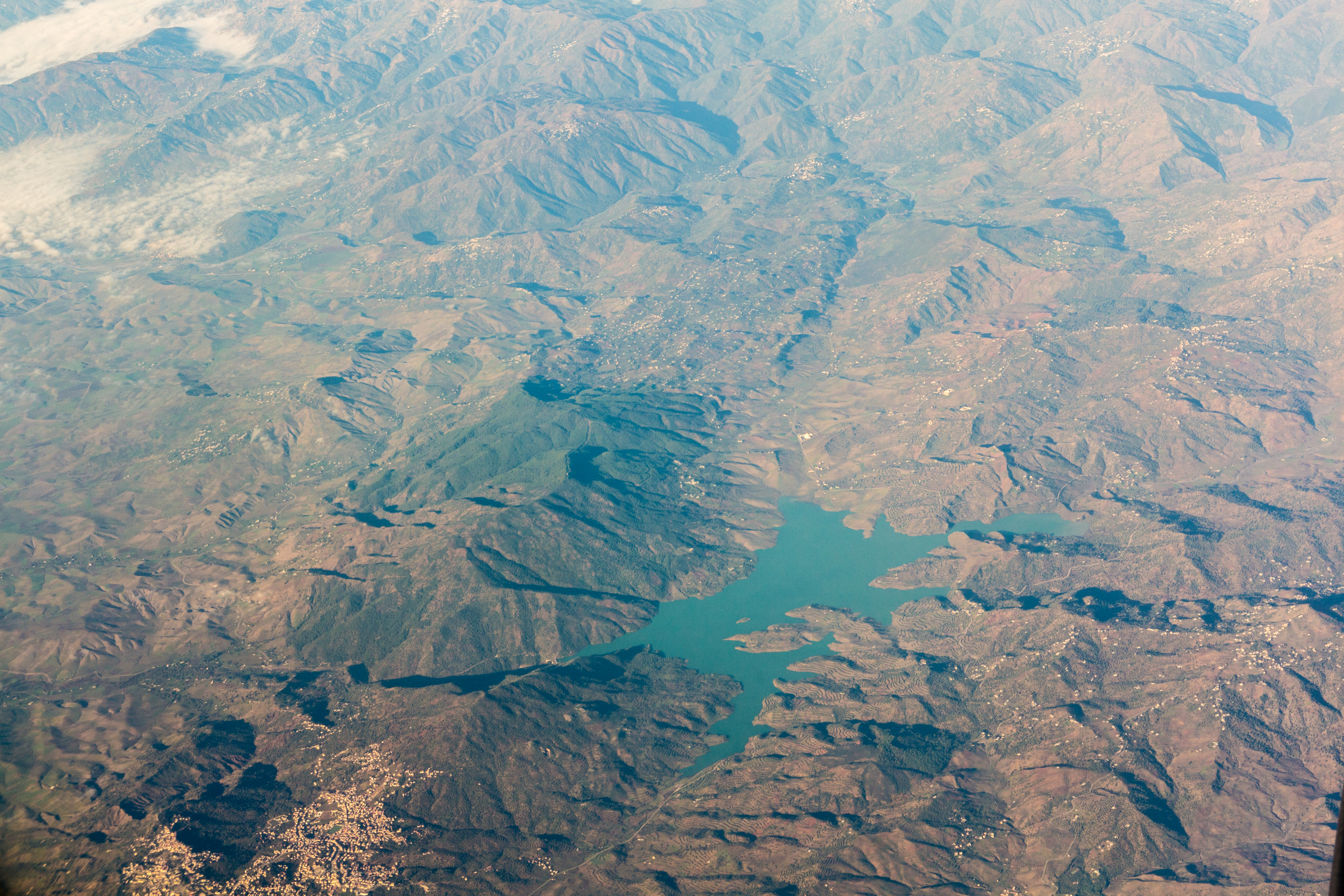
Imagen satelital de Taunat y el embalse de Sahla.

Taunat (en árabe: تاونات‎, en lenguas bereberes: ⵜⴰⵡⵏⴰⵜ, en francés: Taounate) es una ciudad en el Rif, en el norte de Marruecos, y es la capital de la provincia de Taunat. En el censo de 2014, vivían 37.616 habitantes en Taunat.

## Geografía
Taunat se encuentra en las montañas del sur del Rif, y el río Ued Sra y las gargantas están cerca. La ciudad está situada en una meseta que domina el valle del Ued Sra, así como las gargantas del Gárgara.

## Infraestructura
En 2016, se anunció que un plan de desarrollo de carreteras, que se estima que se completará en 2035, beneficiará al área de Taunat, la carretera se llamará «Eje de Fez-Taunat».
Al oeste de Taunat se encuentra el embalse de Al Wahda en el río Uarga, que es la presa más grande de Marruecos y la segunda más grande de África.

## Economía
La economía de Taunat está liderada por el sector agrícola, específicamente el cultivo de higos. Además de los higos, también se cultivan cerezas, peras, manzanas y aceitunas. El ganado, la producción de cereales y la madera son también industrias importantes. El cannabis también se cultiva en la zona.

## Cultura
Taunat está habitado tanto por árabes como bereberes (bereber rifeño) y ambos son idiomas comunes en la zona, algunos de los habitantes más rurales solo hablan rifeño y en las áreas más urbanas se hablan ambos idiomas.
Taunat es la sede de un festival anual de higos, organizado por la Dirección Regional de Agricultura de Fez-Meknes. El festival incluye muchas variedades de higo. El viernes es día de mercado en Taunat.
Union Sportive de Taounate representa a Taunat en el fútbol.